# مقبره خواجوی کرمانی
مقبره خواجوی کرمانی مربوط به سدهٔ ۸ و ۹ ه.ق است و در شیراز، دروازه قرآن واقع شده و این اثر در تاریخ ۱۳ خرداد ۱۳۵۱ با شمارهٔ ثبت ۹۱۶ به‌عنوان یکی از آثار ملی ایران به ثبت رسیده است.